# FC 고아
FC 고아(FC Goa)는 인도의 프로축구단으로 고아주 마르가오를 연고지로 하고 있다. 현재 인도 슈퍼리그에 참가하고 있다.

## 선수 명단

### 현역
참고: FIFA 자격 규정에 따라 소속된 국가대표팀 국기를 표시합니다. 선수는 복수의 FIFA 비회원국 국적을 가지고 있을 수 있습니다.
| 번호 | 포지션 | 국적 | 이름              |
| ---- | ------ | ---- | ----------------- |
| 16   | DF     |      | 오데이 오나인디아 |

| 번호 | 포지션 | 국적 | 이름 |
| ---- | ------ | ---- | ---- |

## 역대 감독
| 감독            | 임기        |
| --------------- | ----------- |
| 지쿠            | 2014 ~ 2016 |
| 마놀로 마르케스 | 2023 ~      |

틀:FC 고아 선수 명단